# SEBASTIAN X
SEBASTIAN X（セバスチャン エックス）は、2008年に結成された日本の4人組ギターレスバンド。ヒップランドミュージック所属。メンバーの永原真夏と工藤歩里はSEBASTIAN X結成以前から「音沙汰」名義での活動をマイペースに行っている。

## 概要

### 来歴
2008年2月に高校の同級生であったボーカルの永原真夏とキーボードの工藤歩里が、別のバンドで一緒に活動していた飯田裕と沖山良太をコピーバンドに誘い結成。当初はパンクや激しい曲を演奏していたが、永原真夏の"とびきりポップなバンドにしようよ！"との発言より型にはまらない自由なポップスを演奏するバンドとなり、同時にSEBASTIAN Xと名乗るようになった。
2015年、ミニアルバム『こころ』とそのツアーをもって活動を休止することを発表した。『こころ』は活動休止を決意する前に製作されている。永原真夏は、バンドが人間関係と音楽との絶妙なバランスをとった上で成立していたために、そのバランスが崩れてしまい結果として表現ができなくなったことを認めている。4月30日のラストライブをもって活動休止。
2017年4月、自主イベント「TOKYO春告ジャンボリー2017」を開催し事実上の活動再開。

### 音楽性と楽曲
永原真夏による文学的な歌詞、およびギターレスならではのユニークな音楽が特徴。民族音楽の要素を含んだポップな曲、鍵盤をフィーチャーしたロック調の曲、パンキッシュな曲など多様な楽曲を発表している。楽曲は永原真夏が歌詞とメロディーを一緒にアカペラで作り、メンバーがコードをつけてアレンジするという方法をとっており、特徴的なメロディーの動きを生んでいる。

### 主催イベント
2012年春から、メンバー自らブッキングや会場選定を行ない主催する野外イベントTOKYO春告ジャンボリーを開催している。開催にあたり東京出身の永原は、東京の土着性を大切にした来た人が楽しめるイベントとして"出るバンドを知らなくても来た人が絶対楽しめる。そういう信頼感のある人達を呼びたかったというのはあります。"　"やっぱりあの場所（上野水上野外音楽堂）で、ギター1本持って出て形になる人というか、そういう安心感のある人たちを誘いました。"と語っている。
| 通番  | 開催日        | 会場                | 参加アーティスト | 備考 |
| ----- | ------------- | ------------------- | --- | ---- |
| 第1回 | 2012年4月30日 | 上野 水上野外音楽堂 | SEBASTIAN X / 奇妙礼太郎トラベルスイング楽団 / Wienners / 蜜 / 笹口騒音ハーモニカ / 音沙汰（from SEBASTIAN X）/ Panorama Steel Orchestra（ミディアムセット）/ Turntable Films（アコースティックセット） |      |
| 第2回 | 2013年4月29日 | 上野 水上野外音楽堂 | SEBASTIAN X / 踊ってばかりの国（アコースティックセット）/ うみのて / 曽我部恵一 / BLACK BOTTOM BRASS BAND / oono yuuki（acoustic ensemble） / 平賀さち枝 / 音沙汰                                       |      |
| 第3回 | 2014年4月19日 | 日比谷野外大音楽堂  | SEBASTIAN X / B-DASH / 大森靖子 / 奇妙礼太郎 / BLACK BOTTOM BRASS BAND / 音沙汰（from SEBASTIAN X） / 東京カランコロン / N’夙川BOYS                                                                     |      |

## メンバー
- 永原真夏　ボーカル
- 飯田裕　ベース
- 沖山良太　ドラムス
- 工藤歩里　キーボード

## ミュージックビデオ
| 監督           | 曲名 |
| エリザベス宮地 | 「ROSE GARDEN,BABY BLUE」「ワンダフルワールド」「光のたてがみ」「世界の果てまで連れてって!」「スーダラ節」 |
| 加藤政鷹       | 「DNA」 |
| 小林岳         | 「ホームレス銀河」                                                                                         |
| 森谷盛広       | 「GO BACK TO MONSTER」「サディスティック・カシオペア」「ヒバリオペラ」                                     |
| 不明           | 「ツアー・スターピープル」                                                                                 |

## 主なライブ

### ワンマンライブ・主催イベント
- 2011年09月28日 - 「FUTURES」発売記念 全曲試聴Ustream!～ポロリもあるヨ～
- 2011年10月07日-30日（6公演） - SEBASTIAN X ツアー2011 "FUTURES TOUR"
w/おとぎ話/THEラブ人間/八十八ヶ所巡礼/sato's/ハーバナーin/SUEZEN/ANATAKIKOU/ソンソン弁当箱/空中ループ/uhnellys/asoboys
- 2011年11月18日-25日（4公演） - SEBASTIAN X presents「タンタララン」
w/東京カランコロン
- 2011年11月14日 - 緊急特別企画！タンタララン2011についてもっとよく知ろうUst(^▽^)
- 2011年12月08日 - SEBASTIAN X ツアー2011 "FUTURES TOUR" ファイナルSEBASTIAN Xワンマンライブ「俺たちFUTURES！」
- 2012年04月01日 - TOKYO春告ジャンボリー1ヶ月前緊急特別企画UST！「SEBASTIAN X生誕4周年祭」
- 2012年06月03日-10日（3公演） - アンプラグドライブ「サウンド・オブ・ミュージック2012」
w/お米
- 2012年07月04日 - 「ひなぎくと怪獣」発売まであと1週！ 緊急企画！ アルバム全曲試聴＆解説Ust! -ライブ映像もあるよ-」
- 2012年07月13日 - SEBASTIAN X「ひなぎくと怪獣」リリース記念 インストアイベント＠TOWER RECORDS新宿店
- 2012年07月21日 - 音速ライン&SEBASTIAN X 緊急企画！「NEXUS LIVE」放送直前Ust！ゲストも出るよ
w/LIL
- 2012年08月09日-09月19日（8公演） - SEBASTIAN X ツアー2012 "ひなぎくと怪獣"
w/忘れらんねえよ/快速東京/グッドモーニングアメリカ/オワリカラ/THEラブ人間/シャークニャークス/TACOBONDS/本棚のモヨコ/THE BOYS & GIRLS/Wienners/雨先案内人
- 2012年09月21日-10月11日（4公演） - SEBASTIAN X ツアー2012 “ひなぎくと怪獣”ファイナルシリーズSEBASTIAN Xワンマンライブ「怪獣オーケストラ」
- 2012年10月04日 - SEBASTIAN X「渋谷クアトロ・ツアーファイナル『怪獣オーケストラ』まであと1週！緊急Ust！-最新ライブ映像もあるよ-」
- 2013年06月28日,29日 - SEBASTIAN X presents「ヒバリ二重奏」
- 2013年04月12日 - SEBASTIAN X「ヒバリオペラ」リリース記念インストアイベント
- 2013年04月19日 - SEBASTIAN X presents 緊急Ust! TOKYO春告ジャンボリーまであと10日！ 輝け！ 春告への道！
- 2013年08月08日 - 「POWER OF NOISE」発売まであと1週！緊急企画！アルバム全曲フル試聴＆解説Ust!-プレゼントもあるよ-
- 2013年08月16日 - SEBASTIAN X「POWER OF NOISE」リリース記念インストアイベント
- 2013年08月24日-11月22日（13公演） - SEBASTIAN Xツアー2013 POWER OF NOISE
w/うみのて/本棚のモヨコ/THEラブ人間/ユナイテッドモンモンサン/パスピエ/SuiseiNoboAz/ガール椿/キュウソネコカミ/森山らきあ/BIBA FREE/きのこ帝国/チーナ
- 2014年04月08日 - SEBASTIAN X presents 緊急Ust! TOKYO春告ジャンボリーまであと11日！輝け！春告への道！
w/いちろー（東京カランコロン）/ せんせい（東京カランコロン）/ GONGON（B-DASH）/ 大森靖子 / N'夙川BOYS
- 2014年06月28日-07月03日（3公演） - SEBASTIAN X 東名阪2マンツアー2014
w/Wienners/大森靖子&THEピンクトカレフ/チャラン・ポ・ランタン
- 2015年04月9日-04月30日（5公演） - SEBASTIAN Xツアー2015「こころ」

### 出演イベント
- 2011年06月26日 - Shimokitazawa Indie Fanclub 2011
- 2011年07月17日 - GFB'11（つくばロックフェス）
- 2011年07月31日 - RockDaze! 2011 -druming-
- 2011年10月15日 - MINAMI WHEEL 2011
- 2011年10月22日 - BOROFESTA2011
- 2011年12月29日 - JACCSスペシャル「今夜誕生！史上最高の“恋歌”」
- 2012年01月13日 - NEW YEAR NEW COMER
- 2012年02月17日 - THIS IS PANIC的日本シリーズ 延長戦～メジャーリーグ編～
- 2012年03月20日 - FREE THROW vol.60
- 2012年05月13日 - TOKYO BOOTLEG CIRCUIT'12
- 2012年05月19日 - SHIMOKITAZAWA SOUND CRUISING
- 2012年05月20日 - りんご音楽祭2012春
- 2012年07月01日 - Shimokitazawa Indie Fanclub 2012
- 2012年07月07日 - ATMC 2012 -TANABANA SESSION-
- 2012年07月14日 - GFB'12（つくばロックフェス）
- 2012年07月22日 - JOIN ALIVE 2012
- 2012年09月11日,17日,19日 - Wienners presents UTOPIA TOUR 2012
- 2012年09月15日 - Yuya Tsuji Presents ETERNAL ROCK CITY.2012
- 2012年09月15日 - SPECIAL 7th HEAVEN 木曽鼓動2012
- 2012年09月22日 - AOMORI ROCK FESTIVAL '12 ～夏の魔物～
- 2012年10月13日 - MINAMI WHEEL 2012
- 2012年11月02日 - 多摩美術大学芸術祭2012「たま美づけ帝国」
- 2012年11月14日 - O-WEST x JUNGLE☆LIFE presents "JUNGLE ☆ WEST"
- 2012年12月06日,15日 - HighApps Vol.9
- 2012年12月23日 - THEラブ人間決起集会サーキット型イベント「下北沢にて'12」
- 2012年12月30日 - LIVE DI:GA JUDGEMENT 2012
- 2013年01月14日 - HighApps Vol.10 SPECIAL!! ～2013 New Year Rock Party!～
- 2013年03月16日 - 広島テレビ開局50年記念・MUSIC CUBE 5th anniversary ユウベル presents MUSIC CUBE 13
- 2013年03月17日 - HAPPY JACK
- 2013年03月31日 - radioDTM配信200回記念イベント
- 2013年06月15日,16日 - つしまみれ「NO PUNK TOUR 2013」
- 2013年05月25日 - Shimokitazawa SOUND CRUISING Vol.2
- 2013年06月08日 - LACHIC presents SAKAE SP-RING 2013
- 2013年06月23日 - Shimokitazawa Indie Fanclub 2013
- 2013年06月26日 - Beat Happening！MAX！～GREATEST 2MAN HAPPENING！～
- 2013年07月13日 - GFB'13（つくばロックフェス）
- 2013年07月20日 - SOUND JACK FESTIVAL 2013
- 2013年06月22日 - やついいちろう presents YATSUI FESTIVAL 2013
- 2013年09月01日 - RUSH BALL 15th
- 2013年09月09日 - 女子コレクティブ vol.0 ～志帆、襲来～(永原真夏のみ)
- 2013年10月13日 - DIVING ROCK 2013 in KANAZAWA
- 2013年10月20日 - たぬき（温泉）音楽祭
- 2013年10月30日 - AKASAKA HALLOWEEN WEEK 2013 COMING ROCK ハロウィン
- 2013年12月18日 - NOTTV「LOVE & ROCK」#19
- 2013年12月28日 - COUNTDOWN JAPAN 13/14
- 2013年12月31日 - LIVE DI:GA JUDGEMENT 2013
- 2014年01月21日 - ZANSHING SUN FESTIVAL vol.1@原宿ASTRO HALL Presented by TOWER RECORDS × SPINNS
- 2014年02月21日 - the mornings 10th anniversary party PARADISE ANIMAL 2
- 2014年03月22日 - OTOEMON FESTA 2014
- 2014年04月25日,27日 - ムック「SIX NINE WARS -ぼくらの七ヶ月間戦争- Episode 2.「VS」異種格闘2マンTour」
- 2014年05月05日 - (M)otocompo「OTOCOの2日で1days」(永原真夏と工藤歩里のユニット「音沙汰」として出演)
- 2014年06月08日 - ZANSHING SUN FESTIVAL～決戦編～ Presented by TOWER RECORDS × SPINNS
- 2014年07月12日 - TOKYO BOOTLEG CIRCUIT'14
- 2014年07月23日,08月08日 - Wienners「Wienners presents DIAMOND TOUR 2014」

### 公式
- SEBASTIAN X (sebastianx.tokyo) - Facebook
- SEBASTIAN X (@sebastianx_jp) - X（旧Twitter）
- 永原真夏 (@manatsu_injapan) - X（旧Twitter）
- 沖山良太 (@okymd) - X（旧Twitter）
- 飯田裕 (@SEBA_iida) - X（旧Twitter）

### その他
- RO69 SEBASTIAN X